# Familieret
 Denne artikel omhandler overvejende eller alene danske forhold. Hjælp gerne med at gøre artiklen mere almen.
 Denne artikel bør gennemlæses af en person med fagkendskab for at sikre den faglige korrekthed.

Familieret (også betegnet familiejura) er den del af privatret, der pådømmer sager vedrørende familiens retsstilling og familiemedlemmers indbyrdes rettigheder og pligter.
Centrale elementer i familieretten er ægteskab, separation og skilsmisse, adoption samt børnebidrag. Under familieretten hører traditionelt også arveret. Familieretten er dermed også dømmende myndighed i sager, der vedrører betingelserne for indgåelse og opløsning af ægteskab, fordeling af boet efter en skilsmisse eller dødsfald og til dels hvordan en eventuel arv skal fordeles mellem de efterladte.
Lovene på området er bl.a. ægteskabsloven, lov om skifte af fællesbo, forældreansvarsloven og arveloven.
På de juridisk fakultet eller juridisk institut undervises der typisk i familieret i løbet af de første semestre. Dette gælder f.eks. for Københavns Universitet, Aarhus Universitet og Syddansk Universitet.